# Campionati italiani di triathlon sprint del 2019
I Campionati italiani di triathlon sprint del 2019 ( edizione) sono stati organizzati da TRIevolution Sport Eventi in collaborazione con la Federazione Italiana Triathlon e si sono tenuti a Lignano Pineta in Friuli-Venezia Giulia, in data 28 settembre 2019.
Tra gli uomini ha vinto Gianluca Pozzatti (707 Triathlon Team), mentre la gara femminile è andata ad Alessia Orla (DDS).

## Risultati

### Élite uomini
| Pos. | Atleta                   | Società sportiva        | Nuoto    | Bici     | Corsa    | Totale   |
| ---- | ------------------------ | ----------------------- | -------- | -------- | -------- | -------- |
|      | Gianluca Pozzatti        | 707 Triathlon Team      | 00:10:53 | 00:25:22 | 00:15:18 | 00:53:00 |
|      | Sergiy Polikarpenko      | Aquatica Torino         | 00:11:23 | 00:25:34 | 00:14:32 | 00:53:09 |
|      | Alessio Crociani         | Triathlon Team Riccione | 00:10:52 | 00:25:20 | 00:15:33 | 00:53:15 |
| 4    | Nicola Azzano            | Minerva Roma            | 00:10:57 | 00:25:16 | 00:15:34 | 00:53:22 |
| 5    | Dario Chitti             | Sportlife Project UL    | 00:11:19 | 00:25:34 | 00:15:01 | 00:53:26 |
| 6    | Luca Facchinetti         | 707 Triathlon Team      | 00:11:19 | 00:25:33 | 00:15:02 | 00:53:28 |
| 7    | Franco Pesavento         | T41                     | 00:11:23 | 00:25:24 | 00:15:07 | 00:53:30 |
| 8    | Michele Sarzilla         | Raschiani Tri Pavese    | 00:11:09 | 00:25:44 | 00:15:05 | 00:53:32 |
| 9    | Nicolò Strada            | Triathlon Team Riccione | 00:10:54 | 00:25:20 | 00:16:01 | 00:53:45 |
| 10   | Andrea Giacomo Secchiero | Fiamme Oro              | 00:11:19 | 00:25:36 | 00:15:16 | 00:53:48 |
| 11   | Valerio Patanè           | CUS Pro Patria Milano   | 00:11:21 | 00:25:33 | 00:15:20 | 00:53:52 |
| 12   | Nicolò Ragazzo           | The Hurricane           | 00:11:00 | 00:25:53 | 00:15:28 | 00:53:54 |
| 13   | Diego Luca Boraschi      | Torrino-Roma Triathlon  | 00:11:33 | 00:25:23 | 00:15:13 | 00:53:56 |
| 14   | Giulio Soldati           | T.D. Rimini             | 00:11:10 | 00:25:43 | 00:15:33 | 00:54:00 |
| 15   | Federico Zamò            | The Hurricane           | 00:11:28 | 00:25:30 | 00:15:25 | 00:54:01 |
| 16   | Alessandro De Angelis    | Minerva Roma            | 00:11:37 | 00:25:19 | 00:15:25 | 00:54:05 |
| 17   | Federico Spinazzè        | Silca Ultralite         | 00:11:32 | 00:25:14 | 00:15:35 | 00:54:07 |
| 18   | Federico Pagotto         | Silca Ultralite         | 00:11:30 | 00:25:27 | 00:15:32 | 00:54:08 |
| 19   | Matthias Steinwandter    | Carabinieri             | 00:11:19 | 00:25:34 | 00:15:39 | 00:54:09 |
| 20   | Davide Ingrillì          | Raschiani Tri Pavese    | 00:11:08 | 00:25:46 | 00:15:38 | 00:54:11 |

### Élite donne
| Pos. | Atleta              | Società sportiva        | Nuoto    | Bici     | Corsa    | Totale   |
| ---- | ------------------- | ----------------------- | -------- | -------- | -------- | -------- |
|      | Alessia Orla        | DDS                     | 00:13:26 | 00:27:34 | 00:17:39 | 00:59:59 |
|      | Luisa Iogna-Prat    | DDS                     | 00:13:33 | 00:27:25 | 00:17:44 | 01:00:07 |
|      | Costanza Arpinelli  | Minerva Roma            | 00:14:14 | 00:27:48 | 00:16:54 | 01:00:15 |
| 4    | Myral Greco         | Minerva Roma            | 00:13:58 | 00:28:07 | 00:16:53 | 01:00:18 |
| 5    | Giorgia Priarone    | 707 Triathlon Team      | 00:14:24 | 00:27:32 | 00:16:59 | 01:00:19 |
| 6    | Sharon Spimi        | The Hurricane           | 00:13:30 | 00:27:32 | 00:18:23 | 01:00:44 |
| 7    | Sara Papais         | T.D. Rimini             | 00:14:02 | 00:28:04 | 00:17:23 | 01:00:53 |
| 8    | Federica Parodi     | T.D. Rimini             | 00:13:57 | 00:28:08 | 00:17:34 | 01:00:59 |
| 9    | Alessandra Tamburri | Minerva Roma            | 00:13:31 | 00:28:26 | 00:17:39 | 01:01:05 |
| 10   | Angelica Prestia    | Pianeta Acqua           | 00:13:31 | 00:27:30 | 00:18:56 | 01:01:18 |
| 11   | Carlotta Bonacina   | Raschiani Tri Pavese    | 00:13:33 | 00:28:26 | 00:17:59 | 01:01:24 |
| 12   | Lisa Schanung       | T.D. Rimini             | 00:14:05 | 00:27:54 | 00:18:06 | 01:01:30 |
| 13   | Lilli Gelmini       | T.D. Rimini             | 00:13:55 | 00:28:05 | 00:18:07 | 01:01:32 |
| 14   | Tania Molinari      | Piacenza Tri Vittorino  | 00:14:14 | 00:27:52 | 00:18:11 | 01:01:39 |
| 15   | Chiara Magrini      | CUS Torino Triathlon    | 00:13:30 | 00:27:28 | 00:19:29 | 01:01:51 |
| 16   | Asia Mercatelli     | Triathlon Team Riccione | 00:14:10 | 00:27:55 | 00:18:36 | 01:02:05 |
| 17   | Bianca Seregni      | Raschiani Tri Pavese    | 00:13:32 | 00:28:31 | 00:18:13 | 01:02:06 |
| 18   | Alessia Righetti    | Triathlon Team Riccione | 00:14:10 | 00:27:51 | 00:18:36 | 01:02:08 |
| 19   | Cristina Ventura    | Magma Team              | 00:13:30 | 00:28:30 | 00:18:58 | 01:02:31 |
| 20   | Paola Sacchi        | Pianeta Acqua           | 00:13:32 | 00:28:27 | 00:19:04 | 01:02:32 |